# Bahnhof Zug Oberwil
Der Bahnhof Zug Oberwil ist ein S-Bahnhof in der Schweizer Stadt Zug, der an der Bahnstrecke Zug–Arth-Goldau liegt und einer von sieben SBB-Bahnhöfen und -Haltestellen im Stadtgebiet ist.

## Lage
Die zweigleisige Haltestelle liegt im Stadtteil Oberwil der Stadt Zug. Der Bahnhof befindet sich an einer rund 400 Meter langen Doppelspurinsel auf der ansonsten eingleisigen Strecke Zug–Arth-Goldau. Neben dem Bahnhof Walchwil bietet Zug Oberwil die einzige Kreuzungsstelle auf der Strecke.
Die beiden je 80 Meter langen Seitenbahnsteige sind mit Warteräumen und barrierefreien Zugängen ausgestattet und werden durch die Unterführung Gimenenweg verbunden. Aufgrund ihrer Länge können die Bahnsteige, wie  auch alle anderen S-Bahn-Haltestellen der S2, nur von einzelnen Stadler-Flirt-Kompositionen angefahren werden,  und es ist keine Doppeltraktion möglich.

## Geschichte

### Eröffnung
Die Station wurde im Jahr 1897 im Zuge des Baus der Strecke Zug–Arth-Goldau eröffnet. Lange Zeit war Zug Oberwil neben dem Bahnhof Zug die einzige SBB-Haltestelle im Stadtgebiet von Zug. Erst im Jahr 2004 kamen im Rahmen der Eröffnung der Stadtbahn Zug weitere Stationen dazu.

### Ausbau

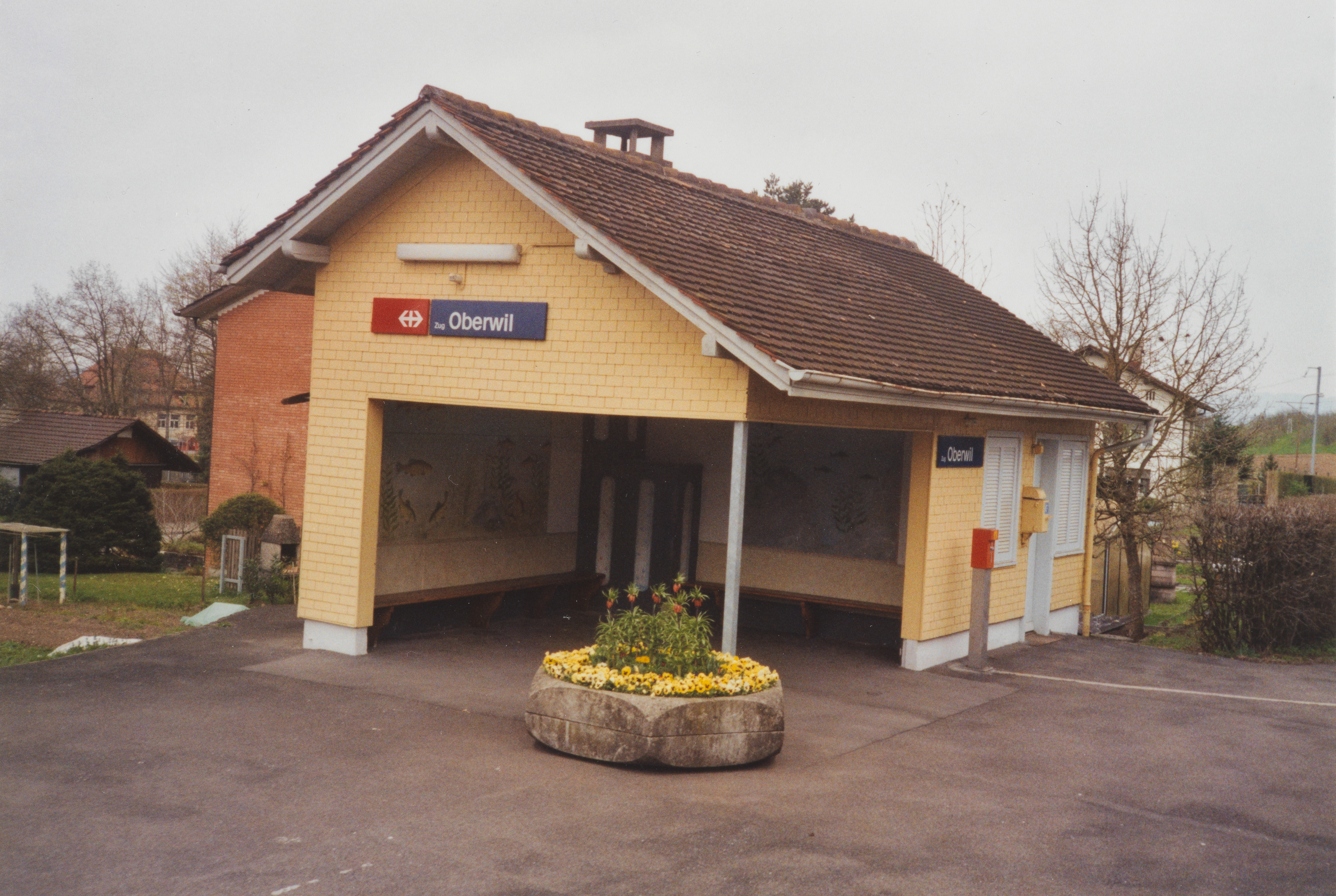
Haltestellengebäude (2002)

Im Zuge der ersten Teilergänzung der Stadtbahn Zug wurde Zug Oberwil im Jahr 2010 auf zwei Gleise erweitert. Es entstanden eine Doppelspurinsel sowie ein zweiter Seitenbahnsteig. Aufgrund dieser Baumassnahmen konnte auf der S2 der Halbstundentakt eingeführt werden, da eine zweite Ausweichmöglichkeit auf der ansonsten einspurigen Strecke Zug–Arth-Goldau zur Verfügung stand. Während sich in Walchwil stets eine S-Bahn mit einem Fernverkehrszug der Gotthardlinie kreuzte, begegnen sich in Oberwil immer zwei S-Bahn-Züge.
Mit der Eröffnung des Zimmerberg-Basistunnels II zwischen Thalwil und Baar und der damit verbundenen Reisezeitverkürzung von sechs Minuten wird sich die Kreuzung der Fernverkehrszüge von Zug in Richtung Süden verlagern, weswegen die Doppelspurinsel Oberwil bis zur Haltestelle Fridbach verlängert wird. Die entsprechenden Ausbauten sind im Ausbauschritt 2035 geplant.

## Verkehr
Bis ins Jahr 2008 hielt täglich ein RegioExpress Erstfeld–Zürich HB in Zug Oberwil, der jedoch den Fernverkehrszügen von Zürich HB ins Tessin weichen musste. Seither wird der Bahnhof ausschliesslich von der S2 der Stadtbahn Zug im Halbstundentakt bedient, wobei nur jeder zweite Zug via Arth-Goldau nach Erstfeld verlängert wird. Wenn der IC Zürich HB–Lugano als Verstärkung zum EuroCity nach Mailand verkehrt, fährt die S-Bahn nicht weiter bis Walchwil und wendet im Bahnhof Zug Oberwil. Das Gleis 1 wird von Zügen Richtung Zug verwendet. Züge Richtung Walchwil und Arth-Goldau fahren auf dem Gleis 2 ab.
S 2 Baar Lindenpark–Zug–Zug Oberwil–Walchwil (–Arth-Goldau–Erstfeld)